# Matter + Form
Matter + Form és el títol del cinquè àlbum del grup de música electrònica VNV Nation, publicat el mes d'abril de 2005 al segell discogràfic Metropolis Records.
Caracteritzat especialment per l'ús d'un sintetitzador modular especialment construït per al grup, Matter + Form continua amb la fusió de sons electrònics ballables ("Chrome", "Strata", "Interceptor") i balades amb tocs èpics ("Intro", "Colors of rain"); en alguns temes fins i tot s'hi pot constatar un lleuger acostament a ritmes i sonoritats properes al rock ("Arena") però sense perdre el caràcter electrònic del so de la banda. En aquest disc, Harris comptà amb la col·laboració a la producció de Humate, pseudònim artístic del DJ alemany de música trance Gerret Frerichs.

## Temes
1. Intro – 1:27
2. Chrome – 4:47
3. Arena – 5:44
4. Colours of rain – 4:06
5. Strata – 4:00
6. Interceptor – 3:25
7. Entropy – 5:17
8. Endless skies – 5:55
9. Homeward – 5:34
10. Lightwave – 7:00
11. Perpetual – 7:53

## Dades
- VNV Nation són Ronan Harris i Mark Jackson.
- Temes compostos per Ronan Harris.
- Enregistrat als estudis Privat Musik Studio (Hamburg).
- Masteritzat a Sterling Sound (Nova York) per Chris Gehringer.
- Enginyers de so: Ronan Harris (temes 1 i 4) i Humate (temes 2, 3, 5-11).
- Producció: Ronan Harris i Humate (temes 2, 3, 5-11). Producció addicional a "Arena": André Winter.
- Disseny: BombtheDot i Nationhood.
- Fotografia: Yaro.